# 小林ゆき (モーターサイクルジャーナリスト)
小林 ゆき（こばやし ゆき、2月16日生）は、日本のモーターサイクルジャーナリスト。神奈川県横浜市出身。

## 略歴
造形社「ラ・モト」、並びにネコ・パブリッシング「クラブマン」編集部を経て、独立。オートバイにまつわる様々な事を取材、発表しつつ現在に至る。
1996年よりマン島TTに通う。
2000年から2003年に鈴鹿8時間耐久ロードレースでチーム監督を務める。自らオートバイのロードレースを嗜む他、日本一周ツーリング、北海道ツーリング、日本縦断高速道路ツーリング、アメリカ縦断ドライブ、ヨーロッパ横断ツーリングなど旅の経験も豊富。 世界最古の公道オートバイレース・マン島TTレースへは1996年から通い続け、文化人類学の研究テーマにもするなどライフワークとして取り組む。

## 人物
1989年11月1日に新車購入したカワサキGPZ900R（A6ポラリスブルー）を愛車とし、その2024年3月時点で総走行距離は26万㎞である。本業ジャーナリスト業やトークショー、二輪車安全運転講習会の指導員のほか、Kommonブランドのアクセサリーデザイナー、youtube「Kommonちゃんねる」、小森義也とともに音楽ユニットThe Kommonsのメンバーとしても活動。

## 愛車
愛車は26万km超のカワサキGPz900R、Ninja H2、Ninja ZX-9R、Ninja ZX-25R、アプリリア・スカラベオ250ie、ヤマハTZR125(2RM)、カワサキKSR110、ホンダリード100、スズキミニタン、VWヴァナゴンGLなど。

## 著書
- 出たとこ勝負のバイク日本一周（準備編） 発行：枻出版社 書籍コード：ISBN 4777901483
- 出たとこ勝負のバイク日本一周（実践編） 発行：枻出版社 書籍コード：ISBN 4777901998
- バイクの島、マン島に首ったけ。―出たとこ勝負のバイク旅・海外編 発行：枻出版社 書籍コード：ISBN 4777903001
- ぶらりデイトナひとり旅 なぜ彼らはバイクで集うのか? 発行：枻出版社